# سد جاوید
سد جاوید نام سد سنگی ملاتی در جنوب دهستان کوخرد در بخش کوخرد شهرستان بستک در غرب استان هرمزگان در جنوب ایران واقع شده‌است.
سد جاوید در دو کیلومتری جنوب شرقی روستای چاله کوخرد و روستای کوردان قرار دارد.
این سد در سال ۱۹۷۹ میلادی توسط حاج اسماعیل جاوید و حاج احمد علی جاوید بنیادگذاری شده‌است. از آب این سد برای آبیاری نخلستان‌ها و زمین‌های کشاورزی منطقه بشکرو استفاده می‌شود

## موقعیت سد جاوید
این سد در دهانه دره عمیق گری کُنار و در منطقه بشکرو قرار دارد، بشکرو از سامان‌های زیبای دهستان کوخرد است. کوهستان‌های «پل تیر» و بلند، دشت‌های بی پایان و جلگههای نخلپوش، و جنگل‌زارهایی از درخت‌های سمر و کنار و کُور، هنگامی که روستای کوخرد بسوی خاور پشت سر بگذارید، مارپیچ جاده شما را به جایی خواهد رساند که از آن واحه سرسبز از دور پیداست و سد بزرگ جاوید در آن واحه قرار دارد که در بادیه جنوبی کوخرد و در پایه کوه پل تیر (کوه خآب) واقع می‌باشد.

## نقاط پیرامون سد جاوید
از سمت جنوب کوه خآب و نرگ گری کُنار، از طرف شمال رودخانه مهران و تنب بردومه و خادون، از طرف مغرب بک احمد و مزاجان و آثار تاریخی سد بز، و اما از طرف مشرق درواه کبوتردان واقع شده‌است.

## آبخیز سد جاوید
آبخیز سد جاوید از مناطق گستردهٔ تشکیل می‌یابد، ابتدا از قله کوه پل تیر و سرگرد نرگ «گری» کُنار، و تمام دره‌های بلند و کوتاه اطراف تماماً به سد جاوید سرازیر می‌شود، و لُدخه‌هایی که از کوه‌هایی که در پیرامون این سد وجود دارد، به‌وسیله کوهستان‌ها و نواحی به ارتفاعات متفاوت احاطه شده و منطقه وسیعی را دربرگرفته‌است کلاً به سد می‌ریزد و دریاچه‌ای پدیدمی‌آورد.

## استفاده از آب سد جاوید
کشاورزانی که در منطقه بشکرو نخل و زمین دارند از آب این سد برای آبیاری نخل‌هایشان و کشاورزی استفاده می‌کنند، و در زمین‌های گستردهٔ آن جو و گندم و هندوانه و خَربُزَه و خیار و همه‌گونه سبزیجات صیفی وشتوی کاشته می‌شود، تمام سبزی‌کاری‌های منطقه بشکرو از آب این سد آبیاری می‌شود، در تمام مدت سال این سد آب دارد و کشاورزان از آب آن استفاده می‌کنند.

## پرندگان سد جاوید
کوه سر بفلک کشیده «پل تیر» کوه خآب زیستگاه پرندگان مختلفی است. و به دلیل وجود درخت‌های گوناگون و تنومند در طول این کوه بزرگ و دره‌های آن و با وجود آب فراوان و بعد از ایجاد این سد بزرگ پرندگان بیشتری در اینجا جایگیر می‌شوند و لانه می‌سازند، از انواع پرندگان که در این منطقه می‌زیسته‌اند عبارت‌اند از: بادخور، تیهو، قُمری، خضیری (کراشکین)، کبک، بوکلو و «مرغ سلیمان» یا هدهد نام برد که به‌ویژه در فصل زمستان و بهار با آواز دلنشین خود این منطقه کوهستانی را شاد می‌سازند.

## فهرست منابع و مآخذ
- محمدیان، کوخردی، محمد، “ «به یاد کوخرد» “، ج۲. چاپ اول، دبی: سال انتشار ۲۰۰۳ میلادی.
- نگاره‌ها از: محمد نور برکم و محمد محمدیان.
- محمد، صدیق «تارخ فارس» صفحه‌های (۵۰ ـ ۵۱ ـ ۵۲ ـ ۵۳)، چاپ سال ۱۹۹۳ میلادی.
- محمدیان، کوخردی، محمد،  (شهرستان بستک و بخش کوخرد) ، ج۱. چاپ اول، دبی: سال انتشار ۲۰۰۵ میلادی.
- الکوخردی، محمد، بن یوسف، (کُوخِرد حَاضِرَة اِسلامِیةَ عَلی ضِفافِ نَهر مِهران Kookherd, an Islamic District on the bank of Mehran River) الطبعة الثالثة، دبی: سنة ۱۹۹۷ للمیلاد.